# Arthur-Adrien Porchet
Arthur-Adrien Porchet (* 11. Mai 1879 in Neuenburg; † 1. Februar 1956 in Lausanne) war ein Schweizer Kameramann.

## Leben
Nach der Handelsschule absolvierte Arthur Porchet acht Jahre lang eine Ausbildung zum Fotografen in Genf und eine Weiterbildung am Kinematographen der Brüder Auguste und Louis Lumière in Lyon. Ab 1912 war er als Kameramann und Labortechniker in den USA tätig und wurde 1914 technischer Direktor der Produktionsfirma Gaumont in Flushing (New York City). 1920 baute er in Jacksonville (Florida) ein Filmstudio mit Labor für die Eagle-Film auf.
Als Vertreter amerikanischer Filmgesellschaften kehrte Arthur Porchet in die Schweiz zurück und drehte für jene zahlreiche Dokumentarfilme. 1922 gründete er die Mundus Film. Von 1923 bis 1927 war er technischer Leiter der ersten Schweizer Filmwochenschau. 1928 gründete er das Filmstudio AAP in Genf (später Cinégram). Ab 1932 war er am Aufbau des ersten spanischen Tonstudios beteiligt und arbeitete 1937 in Barcelona, bis er in die Schweiz zurückkehrte.
Bis 1938 war Arthur Porchet als Kameramann, Produzent und Regisseur für die Orphea Film tätig, danach bis 1946 für Schweizer Produktionen.
Arthur Porchet war der Vater von Adrien Porchet und Robert Porchet (* 18. Oktober 1908 in Genf).
Die Papiers Arthur-Adrien Porchet werden in der Cinémathèque suisse (Schweizer Filmarchiv) aufbewahrt.

## Filmografie
- 1920: The Louisiana Purchase
- 1922: Une sauvetage au Grand Saint-Bernard
- 1922: Mon voyage en Suisse
- 1923: Der Ruf der Berge (L'appel de la montagne)
- 1925: Kindergesichter (Visages d'enfants)
- 1928: La paysanne au travail
- 1939: Mobilisation 39 / Gränzbsetzig 39[2]
- 1939: Notre armée / Unsere Armee
- 1942: Le drapeau de l'humanité
- 1942: L'oasis dans la tourmente / Oase im Sturm
- 1946: En regardant vivre les aveugles